# Serra del Montsià
Serra del Montsià är kullar i Spanien.   De ligger i provinsen Província de Tarragona och regionen Katalonien, i den östra delen av landet, 400 km öster om huvudstaden Madrid.